# Fortress Mountain
Fortress Mountain est une station de ski du pays de Kananaskis (Kananaskis Country en anglais) proche de Calgary, en Alberta au Canada.

## Histoire
Fortress Mountain  a été créée en 1967 sous le nom Snowridge Family Ski Area. La station a ensuite connu des hauts et des bas. Elle a été notamment la propriété de Aspen Ski Company jusqu'en dans les années 70. Elle a ensuite appartenu à Resorts of the Canadian Rockies jusqu'à son abandon en 2004. Fortress a ensuite été reprise par Banff Rail Company en 2005 qui l'a perdue à cause d'impayés. Enfin elle est actuellement possédée par Fortress Mountain Holdings depuis 2008. Cette dernière compagnie a laissé la station semi abandonnée jusqu'en 2014, amenant seulement quelques skieurs jusqu'aux pentes grâce à des motoneiges.
Par ailleurs plusieurs films et séries ont été filmées sur ces lieux, notamment une longue séquence de Inception de Christopher Nolan en 2009 et The Revenant (2015).